# George Jobey
George Jobey (Newcastle upon Tyne, 13 luglio 1885 – Derby, 9 maggio 1962) è stato un calciatore e allenatore di calcio inglese, di ruolo difensore.

## Carriera

### Club
Jobey nacque il 13 luglio 1885 ad Heddon, nei pressi di Newcastle upon Tyne, iniziando la propria carriera calcistica in una squadra locale della città di Morpeth. Successivamente venne acquistato dal Newcastle United nel 1906, debuttando ufficialmente con esso il 20 aprile 1907 in una gara persa per 4-2 contro il Bolton.
Trascorse sette anni ai Magpies, accumulando solamente 53 presenze totali. Nonostante ciò, con la maglia del club riuscì a vincere la First Division 1908-1909 e anche a raggiungere la finale di FA Cup 1910-1911, persa per 1-0 nella gara di replay contro il Bradford City dopo un pareggio a reti bianche.
Jobey si trasferì al Woolwich Arsenal nel maggio del 1913, avendo fin da subito un importante ruolo nel gioco del club. Il 6 settembre l'Arsenal si ritrovò ad affrontare il Leicester City nella gara inaugurale dell'Arsenal Stadium: Jobey divenne il primo giocatore dei Gunners a mettere a segno una rete in questo stadio. Tuttavia, Jobey abbandonò il campo nel secondo tempo a causa di un infortunio.
Concluse quella stagione con 28 presenze all'attivo prima di trasferirsi al Bradford Park Avenue nel 1914. Trascorse una sola annata con esso totalizzando 14 presenze finché lo scoppio della Prima guerra mondiale costrinse la Football League a fermare tutti i campionati. Durante il conflitto prestò servizio nella Royal Garrison Artillery, giocando per il club scozzese Hamilton Academical. Dopo la fine del conflitto mondiale passò al Leicester City, totalizzando solamente 30 apparizioni ufficiali in campionato prima di trasferirsi al Northampton Town dove, oltre al ruolo da giocatore, otterrà anche il ruolo da allenatore. In due anni la squadra riuscì a piazzarsi per due volte a metà classifica, prima che nel 1922 Jobey lasciasse il club e il calcio andando a gestire un albergo.

### Allenatore
Cinque mesi dopo il suo ritiro, venne ingaggiato dal Wolverhampton con l'intento di affidargli la guida tecnica della squadra. La sua esperienza al Molineux Stadium si rivelerà molto difficile con il club che retrocesse in Third Division per la prima volta nella sua storia. Nonostante ciò, l'anno successivo i Wolves riuscirono a tornare immediatamente in Second Division da primi in classifica.
Tuttavia, dopo aver portato la squadra alla promozione lascerà nuovamente il calcio per potersi dedicare nuovamente al suo precedente lavoro da albergatore, salvo poi tornare sui suoi passi l'anno successivo quando fu nominato nuovo tecnico del Derby County. Già nella sua prima stagione riuscirà a portare la squadra alla promozione in First Division e, nelle stagioni successive, si assicurò per due volte il secondo posto in classifica.
Nel 1941 venne accusato di aver pagato illegalmente alcuni giocatori per convincerli a passare al Derby; dopo un'inchiesta da parte della Federcalcio venne dichiarato colpevole e di conseguenza venne sospeso dalle attività calcistiche a vita. Tuttavia, la sua sospensione fu revocata nel 1945 e nel 1952 divenne il nuovo tecnico del Mansfield Town, ma dopo una sola annata decise di ritirarsi definitivamente dalle attività calcistiche.

## Palmarès

### Giocatore
- Campionato inglese: 1

Newcastle United: 1908-1909

### Allenatore
- Third Division: 1

Wolverhampton: 1924-1925